# Realistische stijl in de striptekenkunst
De realistische stijl is in de striptekenkunst de benaming voor een bepaalde striptekenstijl waarbij personages, voorwerpen en achtergronden zodanig zijn getekend dat zij de werkelijkheid zouden kunnen benaderen. De figuren zijn in mindere mate gekarikaturiseerd dan vaak in meer humoristische stripverhalen. De realistische stijl wordt in allerlei genres van stripverhalen gebruikt, zoals de westernstrips, historische strips, fantasystrips, familiestrips, etc..

## Bekende tekenaars in de realistische stijl (selectie)
- Michel Blanc-Dumont (Jonathan Cartland, De jonge jaren van Blueberry)
- Bert Bus (Olaf Noord, Archie, de man van staal, Stef Ardoba, Malorix, Russ Bender)
- Paul Cuvelier (Corentin)
- René Follet (De omzwervingen van Steven Severijn)
- Philippe Francq (Bernard Prince, Largo Winch)
- Jean Giraud (Blueberry)
- Jean Graton (Michel Vaillant)
- Hermann Huppen (Bernard Prince, Jeremiah, De torens van Schemerwoude)
- Victor Hubinon (Buck Danny, Roodbaard)
- Jijé (Jerry Spring)
- André Juillard (Arno, De zeven levens van de sperwer)
- Hans G. Kresse (Eric de Noorman, Matho Tonga, Zorro, Indianenreeks, Vidocq)
- Don Lawrence (Trigië, Storm)
- Jacques Martin (Alex, Lefranc)
- Ralph Meyer (Undertaker)
- Peter Nuyten (Apache Junction)
- Grzegorz Rosiński (Thorgal)
- Gerrit Stapel, (Otto van Irtin)
- Jan Steeman (Roel Dijkstra, Noortje)
- Yves Swolfs (Durango)
- Thé Tjong-Khing (Arman en Ilva)
- Tibet (Rik Ringers)
- William Vance (Bruno Brazil, XIII)
- Albert Weinberg (Dan Cooper)